# Nậm Lẹ
Nậm Lẹ, suối Lẹ, còn viết là Nậm Lệ, là một phụ lưu cấp 1 của sông Mã, chảy ở huyện Mai Sơn và Sông Mã tỉnh Sơn La, Việt Nam .

## Dòng chảy
Nậm Lẹ bắt nguồn từ vùng núi phía bắc xã Chiềng Pằn huyện Mai Sơn 21°6′45″B 104°0′33″Đ / 21,1125°B 104,00917°Đ.
Sông chảy theo hướng gần nam, sang huyện Sông Mã qua xã Mường Sai đến xã Chiềng Khương thì đổ vào sông Mã ở vùng cửa khẩu Chiềng Khương .
Tại đây Đường tỉnh 105 được mở theo thung lũng sông.
Tên gọi "Nậm Lệ" đang được sử dụng nhiều.

## Những sự kiện liên quan
Giống như nhiều vùng miền núi khác, cáp treo tự chế là phương tiện vượt suối mỗi khi mưa lũ. VTV đã quay cảnh các em học sinh bản Ỏ xã Mường Sai huyện Sông Mã tỉnh Sơn La qua Nậm Lẹ bằng cáp như vậy để đến trường .

## Chỉ dẫn
1. ↑  Trong tiếng Thái, Lào, Tày "Nam" (Nậm) có nghĩa là nước, sông, suối.